# Девушка моей мечты
«Девушка моей мечты» (Die Frau meiner Träume, букв.— «Женщина моих грёз») — цветной немецкий музыкальный кинофильм 1944 года режиссёра Георга Якоби. В главной роли занята актриса, танцовщица и певица Марика Рёкк.
По окончании Второй мировой войны в числе трофейных фильмов оказался в СССР, вышел в прокат и пользовался огромным успехом. 

## Сюжет
Звезда ревю Юлия Кёстер, уставшая от поверхностных ролей, хочет отправиться в отпуск. Однако коварный импресарио просит её камеристку забрать все вещи из вагона. Оставшаяся без багажа и купе певица во время минутной остановки поезда выходит на заснеженном полустанке где-то в горах, где ведутся взрывные работы. Горные инженеры Петер и Эрвин находят её, чуть не погибшую под обвалом. Никому не говоря, кто она такая, Юлия остаётся у них переночевать. В то время как младший инженер (Вальтер Мюллер) сходит с ума от красавицы, старшего инженера Петера (Вольфганг Лукши) весьма раздражают вольные манеры примадонны. Не поддавшийся чарам мужчина разжигает в диве спортивный интерес. Пытаясь влюбить в себя непокорного инженера, она влюбляется сама. Однако постепенно старший инженер сменяет гнев на милость и даже заводит разговор о свадьбе, хотя не знает, кто она на самом деле. Когда к ним является импресарио, поехавший вслед за камеристкой дивы, всё становится на свои места. Между влюблёнными происходит размолвка. Петер не верит, что такая женщина могла полюбить простого инженера. Примадонна возвращается в город и играет в мюзикле «Девушка моей мечты». Петер решает приехать на представление и объясниться с Юлией. В новом мюзикле дива предстаёт совсем в ином образе, нежели раньше. Теперь это явно положительная героиня, и шоу заканчивается свадьбой. Петер и Юлия признаются друг другу в любви.
Из фильма, вышедшего на экран в предпоследний год войны, когда в Германии, когда её исход был уже предрешён, намеренно убраны детали, напоминающие о политике. Орёл со свастикой в когтях виден лишь мельком в виде эмблемы на тулье фуражки железнодорожного служащего, дающего сигнал к отправлению поезда. И всё-таки война даёт о себе знать: в кадре мало мужчин призывного возраста, главная героиня поначалу принимает взрывные работы за выстрелы, импресарио и камеристка главной героини не могут купить в вокзальном буфете никакой еды, кроме куска сыра и т. д.

## Музыка
Музыку к киномюзиклу написал композитор Франц Гроте. Особенно популярны были сольные песни Марики Рёкк «In der Nacht ist der Mensch nicht gern alleine» и «Mach dir nichts daraus», а также дуэт М. Рёкк и Р. Шурике «Ich warte auf dich».

## Съёмки
Съёмки фильма проходили с 9 марта по 25 сентября 1943 года в Каринтии, в павильонах киностудии УФА в Берлин-Темпельхофе и в основном в Потсдам-Бабельсберге. После «Женщины — лучшие дипломаты» он стал вторым цветным фильмом, снятым с участием Марики Рёкк. Во время съёмок актриса обнаружила, что беременна. В своей автобиографии «Сердце с паприкой» она описывает постоянное чувство голода и тошноты во время съёмок. «Каждый день в течение девяти месяцев меня рвало, и я чувствовала себя разбитой. […] На белках глаз появились красные прожилки — маленькая катастрофа в цветном фильме. […] Можно с уверенностью сказать, что в „Женщине моих грёз“ я не была женщиной грёз. Но что помогло: я её сыграла». Дочь Габриэла Якоби родилась в апреле 1944 года. Поэтому необходимые досъёмки можно было провести с апреля 1944 года. Премьера фильма состоялась 25 августа 1944 года в Берлине.

## В советском прокате
С марта 1947 года фильм в качестве военного трофея демонстрировался в советском прокате с оригинальной немецкой фонограммой и русскими субтитрами. На экраны он был выпущен с возрастным ограничением «для лиц старше 16 лет» и поначалу шёл без купюр, но впоследствии была вырезана сцена, в которой Марика Рёкк купалась в бочке. Фильм «Девушка моей мечты» пользовался огромным успехом. По мнению кинокритика Майи Туровской, его популярность свидетельствовала «об острейшем дефиците нормального благополучия, европейского уровня жизни, наконец, эротической ценности женщины». При полном отсутствии рекламы оборот на копию составил 103,9 млн зрителей. 
Несмотря на такой успех, фильм подвергся критике в печати и вызвал негодование у чиновников из-за «идейной чуждости». 10 марта 1947 года начальник отдела кинематографии Управления агитации и пропаганды ЦК ВКП(б) В. П. Степанов направил А. А. Жданову соответствующую докладную записку:

Секретарь Татарского обкома ВКП(б) по пропаганде т. Гафаров сообщил, что после демонстрирования в Казани фильма «Девушка моей мечты» многие товарищи из числа партийных работников и интеллигенции выражают недоумение по поводу выпуска этого фильма на экран, в обком ВКП(б) поступает большое количество вопросов с просьбой разъяснить, почему этот, как сообщает т. Гафаров, идейно чуждый фильм демонстрируется в советских кинотеатрах. О подобных фактах сообщил также секретарь Омского обкома ВКП(б) по пропаганде т. Ключников. Секретарь Ростовского обкома ВКП(б) по пропаганде т. Чебураков запрашивает о целесообразности демонстрирования фильма среди населения районов, подвергшихся немецкой оккупации. Получены запросы из Горьковского обкома и Приморского крайкома ВКП(б) о целесообразности демонстрирования фильма «Девушка моей мечты».
В редакцию газеты «Культура и жизнь» поступило письмо студентов физического факультета Ленинградского государственного университета с просьбой снять фильм с экрана, так как он «является оскорблением нравственных чувств нашей молодежи, воспитанной в духе коммунистических идей».

## Прочее
Именно эту картину 6 раз смотрел Штирлиц, герой телефильма «Семнадцать мгновений весны».